# 腾桥站
腾桥站位于江西省抚州市临川区腾桥镇，是昌福线上的一个四等站，由南昌铁路局南昌车务段管辖。

## 历史
2007年11月24日向莆铁路江西段开工，确认沿线将预留腾桥站。
2011年6月大唐抚州电厂项目获得了国家能源局审批，铁路专用线接轨于接轨与腾桥站。
2012年7月有网友在百度贴吧发帖表示腾桥站将随铁路一同建设。
2013年1月30日昌福铁路江西段的最后一座桥梁在腾桥站内架设完毕，并确认腾桥站已由预留改为拟开通。
2013年8月8日18时疏解线铺设完毕。
2013年9月26日与昌福铁路一同启用。
2015年为昌福铁路上的车站，由南昌铁路局管辖:40。
2016年南昌铁路局重新公布了管内的车站等级，本站为四等站。

## 车站交通
- 214省道
- 福银高速东馆互通，东馆收费站